# Pleurothallis bitumida
Pleurothallis bitumida är en orkidéart som beskrevs av Carlyle August Luer. Pleurothallis bitumida ingår i släktet Pleurothallis och familjen orkidéer.
Artens utbredningsområde är Costa Rica. Inga underarter finns listade i Catalogue of Life.